# Hemicyonidae
†Hemicyonidae lub Hemicyoninae (z greki "półpsy") – wymarła grupa niedźwiedziopodobnych ssaków z rzędu drapieżnych (Carnivora), klasyfikowana jako odrębna rodzina lub jako podrodzina należąca do niedźwiedziowatych (Ursidae). Mierzyły około 1,5 metra długości, posiadając 70cm wysokości, proporcje podobne, jak u tygrysa i zęby przypominające psie. Żyły one w miocenie (około 22 miliony lat temu - MLT) W Europie, Azji i Ameryce Północnej, przetrwały prawdopodobnie aż do późnego pliocenu (około 2 MLT) w Eurazji i Afryce. Powszechnie uważa się, że były one ścisłymi mięsożercami i drapieżnikami. W przeciwieństwie do dzisiejszych stopochodnych niedźwiedziowatych zwierzęta te poruszały się na palcach, były więc palcochodne, posiadając długie kości śródstopia, jak np. psowate. Sugeruje to, że te stworzenia musiały być aktywnymi drapieżcami i sprawnymi biegaczami, prawdopodobnie polowały na równinach, możliwe że stadnie.

## Klasyfikacja
Klasyfikacja tej rodziny jest skomplikowana. Nieraz dzielona jest pna na 2 podrodziny: Phoberocyoninae (obejmującą rodzaje Phoberocyon i Plithocyon) oraz Hemicyoninae (rodzaje Zaragocyon, Hemicyon i Dinocyon). W Europie zwierzęta te pojawiły się najwcześniej, bo 22,8 –20 MLT w dzisiejszej Hiszpanii, były to Phoberocyon hispanicus z Loranca oraz Zaragocyon daamsi z Cetina de Aragon. Następnie rodzina trwale występowała w Europie. Najwcześniejszym z kolei przedstawicielem w Ameryce Północnej był Phoberocyon johnhenryi z Florydy, 19 - 18 MLT. Główną rolę w klasyfikacji gatunków rodzaju Phoberocyon odgrywa uzębienie żuchwy. m.in. tylne guzki dodatkowe na dolnych przedtrzonowcach czy też diastema pomiędzy nimi. Natomiast wszystkie amerykańskie ssaki omawianej tu rodziny są bardziej zaawansowane i zaliczane do rodzaju Plithocyon. Są one znane z Barstovian w Kalifornii, Nowego Meksyku, Nebraski i Florydy (Love Bone Bed Local Fauna). W Azji najwcześniej pojawił się Phoberocyon youngi z Shanwang (Shandong, 16 MLT). Jest on bardzo bliski amerykańskiemu Phoberocyon johnhenry. Ostatnie znalezisko z Chin pochodzi z formacji Tung-Gur z Mongolii Wewnętrznej (13 MLT). Rozszerzenie zasięgu z Europy na Amerykę Północną prawdopodobnie nastąpiło przed 19 MLT i Plithocyon może być potomkiem rodzaju Phoberocyon.

## Agriotherium
Rodzaj Agriotherium jest czasami uznawany za przedstawiciela tej rodziny, ponieważ ma z nią wiele wspólnych cech, jak niewydłużone zęby trzonowe, dół przedżwaczowy (ang. premasseteric fossa), co mocno uzasadnia bliższe pokrewieństwo tego rodzaju w stosunku do przedstawicieli Hemicyonidae niż niedźwiedziowatych. Agriotherium znane jest głównie z Azji. Najbardziej prymitywna jego forma znana pochodzi z fauny Hipparion z Hezheng (Gansu, 9 MLT). Kolejne pojawiły się w pliocenie (5,3 do 2 MLT) w Eurazji i Afryce, między 9 a 5,3 MLT w zapisie kopalnym pozostaje luka. W Ameryce Północnej rodzaj ten pojawił się nagle 7 MLT, prawdopodobnie przybył z Azji. Skamieniałości znaleiono w stanach Teksas, Oklahoma, Arizona, Kalifornia. Na tym kontynencie Agrotherium żyło 7 - 5 MLT.

## Szczątki w Panamie
Skamieniałości tejże rodziny mogły być odnalezione także w Panamie (Gaillard Cut Local Fauna), aczkolwiek nie jest rozstrzygnięte, czy nie należą one do Amphicyonidae. Pomimo bliskości Ameryki Południowej wspomniana fauna, wziąwszy pod uwagę kontekst geologiczny, należy wyraźnie do Ameryki Północnej, jest ona datowana na 19,5 do 14 MLT.

## Rodzaje
- †Adelpharctos
- †Agriotherium
- †Dinocyon
- †Hemicyon
- †Phoberocyon
- †Plithocyon
- †Zaragocyon
- †Cephalogale